# Maurice Baumer
Maurice Baumer (ur. 9 grudnia 1899, zm. 24 września 1976) – brytyjski kierowca wyścigowy.

## Kariera
W wyścigach samochodowych Baumer startował głównie w wyścigach Grand Prix oraz w wyścigach samochodów sportowych. W latach 1932-1935 Brytyjczyk pojawiał się w stawce 24-godzinnego wyścigu Le Mans. W drugim sezonie startów odniósł zwycięstwo w klasie 750, a w klasyfikacji generalnej był szósty. W kolejnych sezonach nie zdołał osiągnąć linii mety.